# Sotoji Kimura
Sotoji Kimura (木村荘十二, Kimura Sotoji), né le 4 septembre 1903 et mort le 10 août 1988, est un réalisateur et scénariste japonais.

## Biographie
Sotoji Kimura est le douzième enfant d'une famille d'artistes, son frère Soju Kimura est écrivain et lauréat du prix Naoki en 1941, un autre de ses frères, Shōhachi Kimura est un peintre réputé. Toute la famille est impliquée dans le projet de communauté socialiste et utopique Atarashiki-mura (en) (新しき村) (litt. « Le Nouveau Village ») de l'écrivain et philosophe Saneatsu Mushanokōji, fondé en 1918 dans les montagnes de la préfecture de Miyazaki.
Sotoji Kimura s'essaye à diverses activités artistiques avant de se lancer dans le cinéma. En 1930, il est l'assistant de Shigeyoshi Suzuki sur le tournage du film Le Geste inexpliqué de Sumiko, un sommet dans le genre keiko-eiga (film à caractère contestataire), tiré une pièce de l'écrivain gauchiste Seikichi Fujimori. Le film fait un triomphe, allant jusqu'à provoquer des émeutes selon la presse de l'époque, c'est le film qui a rapporté le plus d'argent de toute l'histoire du cinéma muet japonais. La même année, Sotoji Kimura réalise Hyakushō banzai son premier film.

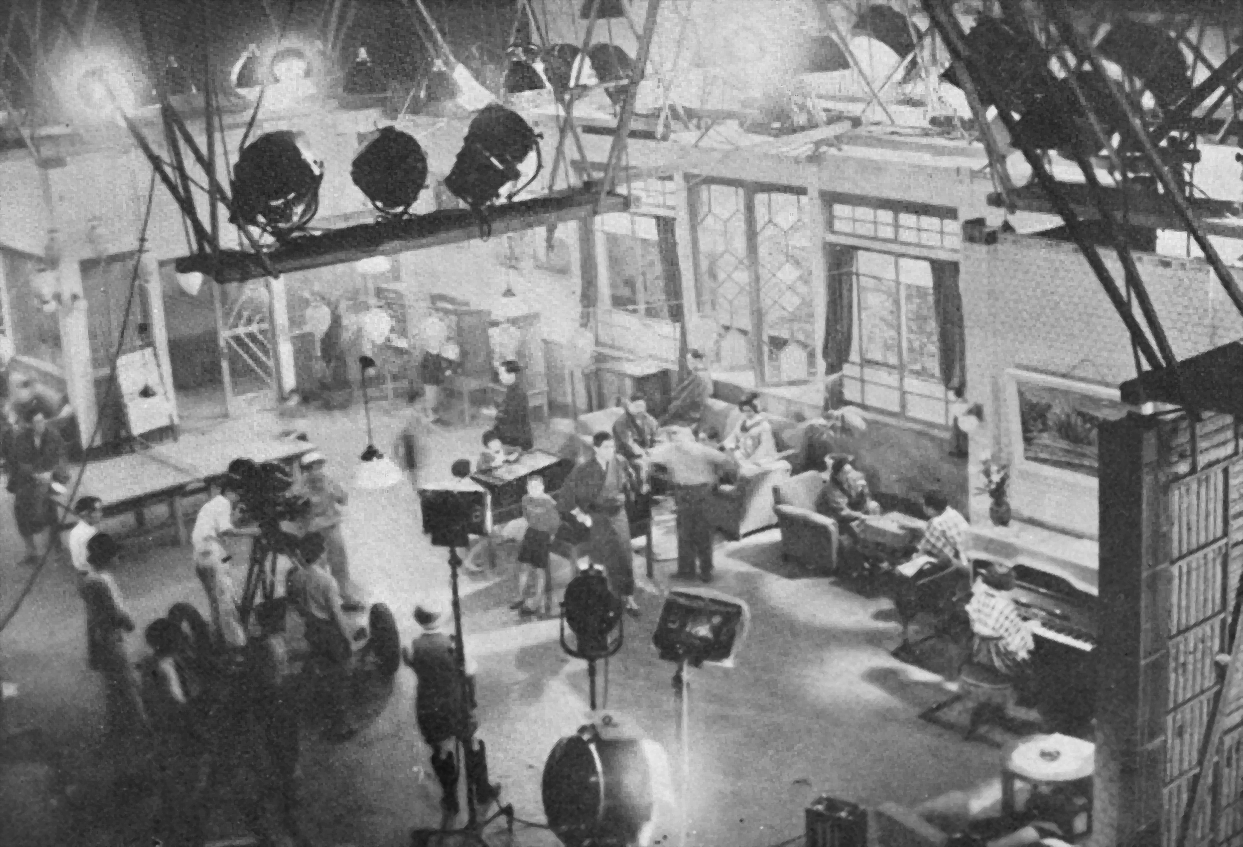
Tournage de Makiba monogatari (1938).

Son activisme politique et sa proximité avec la ligue japonaise du cinéma prolétarien (en) (« Prokino ») le rend difficile à employer. Il passe par la Teikoku Kinema Engei puis par la Shinkō Kinema avant de trouver refuge en 1933 à la P.C.L. (« Photo Chemical Laboratory »), qui deviendra en 1937 la Tōhō. Il réalise en 1933 Ongaku kigeki: Horoyoi jinsei, le premier film musical japonais, et trois ans plus tard Ino et Mon, son film le plus connu, un mélodrame réaliste sur les relations ambiguës entre un frère et une sœur adapté d'un roman de Saisei Murō.
À la fin des années 1930, Sotoji Kimura se plie aux exigences gouvernementales et tourne des films patriotiques et de propagande comme Makiba monogatari (de) (1938) et le documentaire La Flotte japonaise sur le Yang-Tsé (1939). Pendant la Seconde Guerre mondiale il part en Chine et rejoint l'Association cinématographique du Mandchoukouo. Il ne réalise qu'un seul film durant cette période et ne rentre au Japon qu'en 1953. Il reprend alors ses activités de réalisateur et tourne notamment des films sur l'enfance avec une veine sociale.
Sotoji Kimura a réalisé plus de 30 de films et écrit huit scénarios entre 1930 et 1962.

## Filmographie
Sauf indication contraire, la filmographie de Sotoji Kimura est établie à partir de la base de données JMDb. Les titres en rōmaji proviennent de l'ouvrage d'Alexander Jacoby, A Critical Handbook of Japanese Film Directors - From the Silent Era to the Present Day.

### Assistant réalisateur
- 1930 : Le Geste inexpliqué de Sumiko (何が彼女をそうさせたか, Nani ga kanojo o sō saseta ka?) de Shigeyoshi Suzuki

### Réalisateur

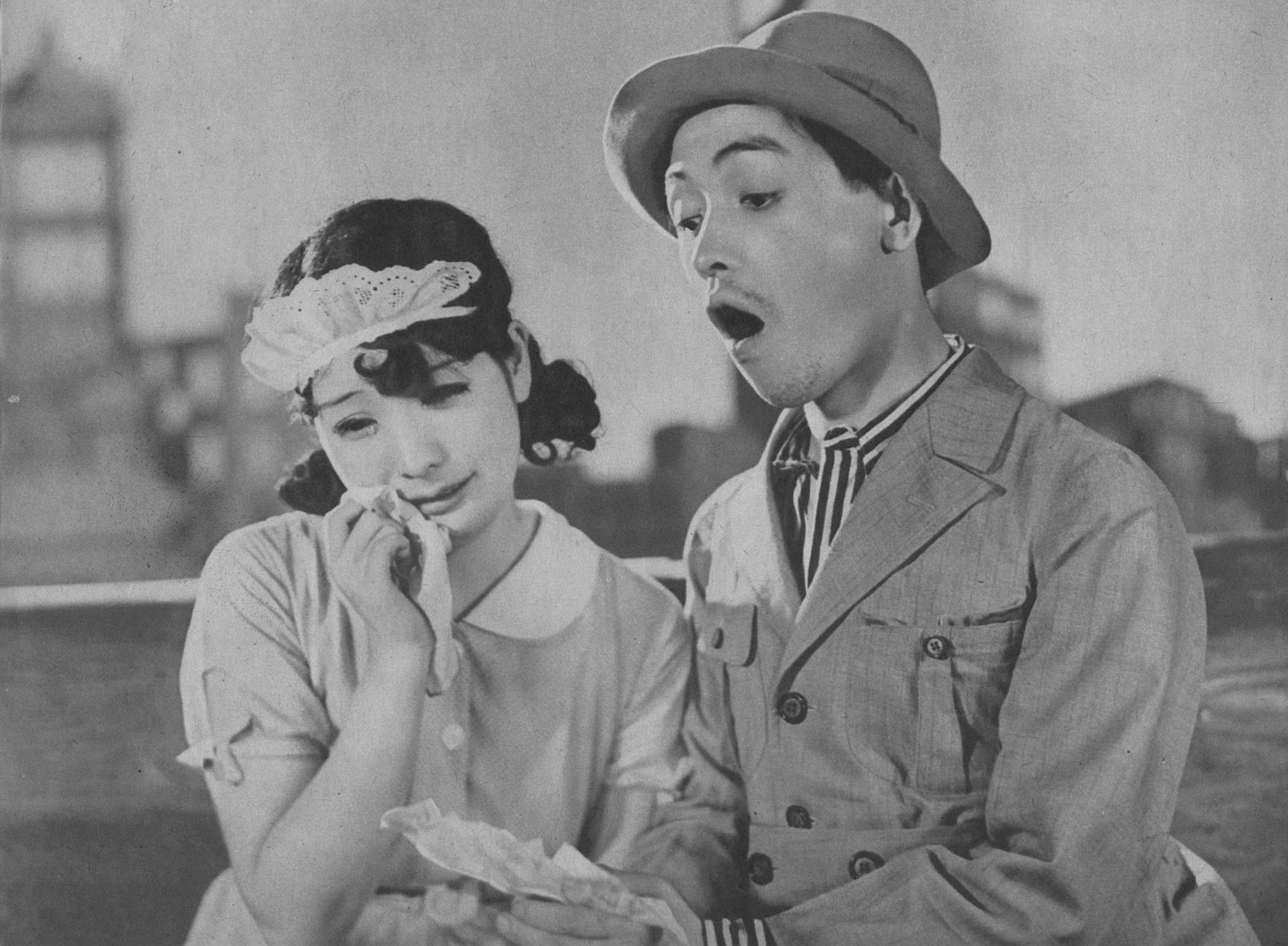
Sachiko Chiba et Kamatari Fujiwara dans Ongaku kigeki: Horoyoi jinsei (1933).

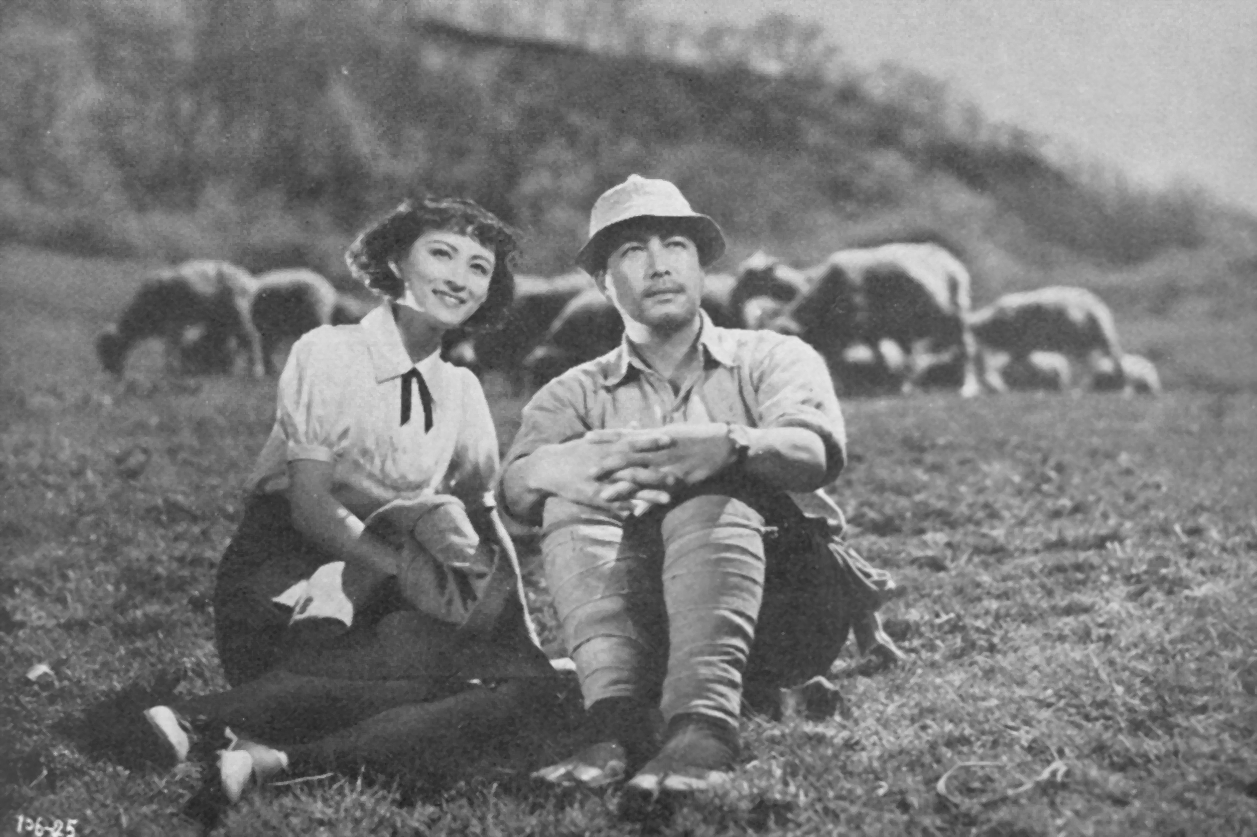
Kazuko Enami et Den Obinata dans Makiba monogatari (1938).

La mention « +scénariste » indique que Tamizō Ishida est aussi auteur du scénario.
- 1930 : Hyakushō banzai (百姓万歳?)
- 1931 : Tokaibyo kanja (都会病患者?) +scénariste
- 1931 : Chinmoku no ai (沈黙の愛?)
- 1931 : Kokyō (故郷?) +scénariste
- 1932 : Yōkina shokkaku (陽気な食客?)
- 1932 : Warau chichi (笑ふ父?) +scénariste
- 1933 : Kawamukō no seishun (河向ふの青春?)
- 1933 : Ongaku kigeki: Horoyoi jinsei (音楽喜劇 ほろよひ人生?)[7]
- 1933 : Junjō no miyako (純情の都?)
- 1934 : Tadano bonji: Jinsei benkyō (只野凡児 人生勉強?)
- 1934 : Sakura ondo: Namida no haha (さくら音頭 涙の母?) +scénariste
- 1934 : Zoku Tadano bonji (続・只野凡児?)
- 1934 : Enoken no majutsushi (エノケンの魔術師?)
- 1935 : Hōrōki (放浪記?)
- 1935 : Sanshokuki birudingu (三色旗ビルディング?)
- 1935 : Tokai no kaii shichiji sanpun (都会の怪異七時三分?)
- 1936 : Jogun totsugekitai (女軍突撃隊?)
- 1936 : Majutsu no joō (魔術の女王?)
- 1936 : Ino et Mon (兄いもうと, Ani imōto?)[8]
- 1936 : Haha nareba koso (母なればこそ?)
- 1936 : Hikoroku ōi ni warau (彦六大いに笑ふ?)
- 1937 : Karayuki-san (からゆきさん?)
- 1937 : Livre de lecture de la femme japonaise (日本女性読本, Nihon josei dokuhon?) (2e épisode), co-réalisé avec Kajirō Yamamoto (1er épisode) et Toshio Ōtani (3e épisode)
- 1937 : Shinsengumi (新選組?)
- 1938 : Makiba monogatari (de) (牧場物語?)
- 1939 : La Flotte japonaise sur le Yang-Tsé (揚子江艦隊, Yōsukō kantai?) (documentaire)[9],[10]
- 1940 : Kaigun bakugekitai (海軍爆撃隊?) +scénariste
- 1945 : Su shaomei (蘇少妹)
- 1956 : Mori wa ikiteiru (森は生きている?) +scénariste
- 1957 : Unagitori (うなぎとり?)
- 1959 : Umikko yamakko (海ッ子山ッ子?)
- 1960 : Umi no koibitotachi (海の恋人たち?) +scénariste
- 1960 : Abarenbō taishō (暴れん坊大将?)
- 1962 : Mirai ni tsunagaru kora (未来につながる子ら?) +scénariste